# Sekundär Luft System
SLS staat voor: Sekundair Luft System.

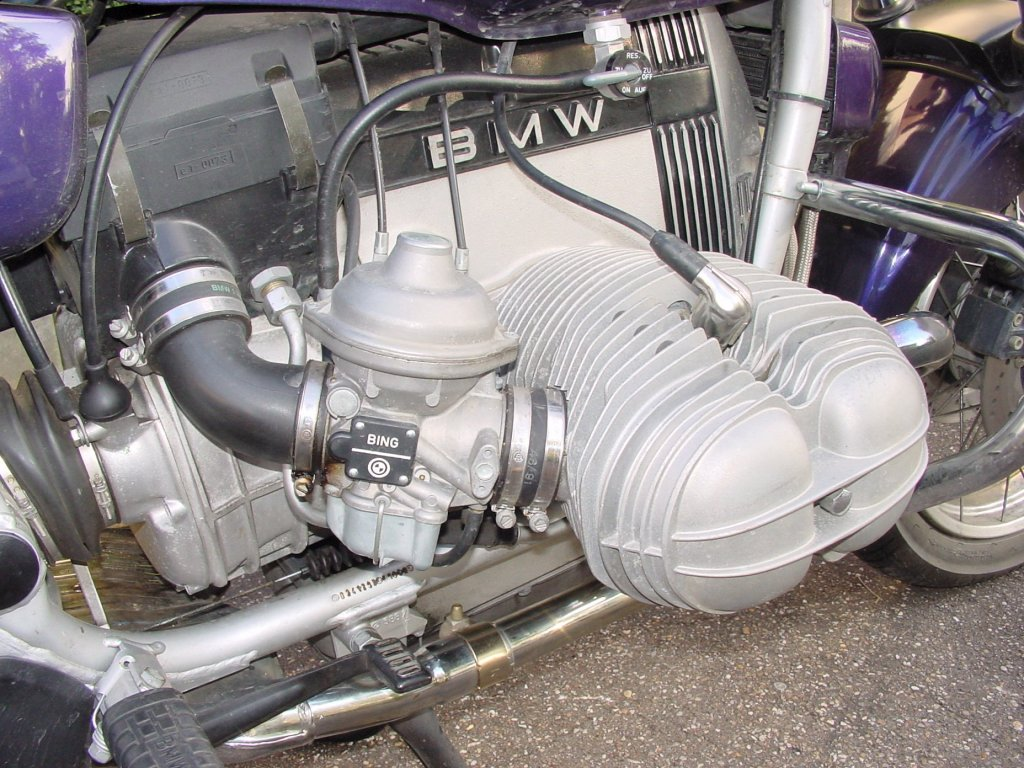
De leiding van het SLS is nog net zichtbaar achter de carburateur. Van het luchtfilterhuis loopt ze naar de voorkant van de cilinderkop en komt net achter de uitlaatklep in het uitlaatsysteem.

Dit is een systeem van BMW motorfietsen om schonere uitlaatgassen te verkrijgen. Het bestaat uit een klep die wordt geopend door drukimpulsen in het uitlaatsysteem en dan zuivere lucht direct achter de uitlaatklep in de uitlaat brengt. Dit veroorzaakt een naverbranding waardoor de uitstoot van HC (koolwaterstof) en CO (koolmonoxide) met resp. 30 en 40 % afneemt. Het was als optie leverbaar op alle oude typen boxers (tot 1995). Latere modellen werden met brandstofinjectie en een katalysator uitgevoerd. SLS werd ook wel PAS (Pulse Air System) genoemd.